# Scheuren (plantvermeerdering)
Het scheuren (ook wel delen genoemd)  is een van de vegetatieve vermeerderingswijzen van planten.
De plant wordt in twee of meer delen verdeeld, waarbij zowel de ondergrondse delen (wortels) als de bovengrondse delen zoveel mogelijk intact blijven. Het scheuren kan met de hand gebeuren, maar ook met gebruik van een scherpe spade of een mes. Het is zaak de wortels zo min mogelijk te beschadigen, en de delen voorzichtig uit elkaar te trekken.
De techniek van het scheuren is zeer oud, en werd oorspronkelijk veel gebruikt voor het vermeerderen van bollen, zoals knoflook of saffraankrokus. Tegenwoordig wordt scheuren vooral gebruikt door hobbytuiniers en kleinere kwekerijen, bijvoorbeeld om planten te vermeerderen, of om te groot geworden planten wat kleiner te maken. De meeste commerciële plantvermeerdering gebeurt via weefselkweek. 
Scheuren past men meestal toe bij volwassen vaste planten. De gedeelde stukken worden apart geplant, waarbij snel een goed resultaat wordt bereikt. Een- of tweejarige planten zijn niet geschikt om te scheuren, omdat deze planten te kort leven. Omdat een vaste plant veelal naar buiten groeit, wordt de binnenzijde vaak minder groeikrachtig. Soms sterven de wortels af. De buitenste gedeelten zijn daarom het meest geschikt om te herplanten.
Om vaste planten gezond te houden is het nuttig om ze elke paar jaar te scheuren en opnieuw te planten. Scheuren kan men op elk gewenst moment doen, maar de beste seizoenen zijn de herfst en het voorjaar. Scheuren in de bloeiperiode is minder aan te bevelen, omdat de bloemen dan beschadigen.